# Miguel Relvas
Miguel Fernando Cassola de Miranda Relvas (Lisboa, 5 de septiembre de 1961) es un político portugués, ministro de Asuntos Parlamentarios desde 2011 y 2013. 
Durante su infancia vivió en Angola. A los 10 años fue a vivir a Tomar donde empezó su carrera política y donde fue concejal. Formó parte de las juventudes del PSD de las que llegó a ser secretario general entre 1987 y 1989. Desde 1985 es diputado en la Asamblea de la República. En 2002, Durão Barroso lo nombra secretario de Estado de Administración Local, cargo que ocupa hasta 2004. 
En septiembre de 2006 se matriculó en la Universidade Lusófona, que analizó su “currículo profissional” y en octubre de 2007 le concedió la licenciatura en Ciencia Política y Relaciones Internacionales, un curso de tres años y 36 asignaturas semestrales. Miguel Relvas concluyó su licenciatura en un año, tras examinarse de sólo cuatro asignaturas y conseguir que por su trayectoria política y asociativa le convalidaran otras 32, lo que la generalidad de los comentaristas consideran un récord de velocidad y, algunos, un fraude. El 4 de abril de 2013 presentó su dimisión como ministro del gobierno portugués. 